# 蒲池愛
蒲池 愛（かまち あい、1971年もしくは1972年 - 2020年5月30日）は、日本の作曲家、ピアニスト。マニュアル・オブ・エラーズ・アーティスツ所属。

## 人物
国立音楽大学卒業。CM音楽、映画音楽などを得意とする。近年は永見竜生とのユニット「aikamachi+nagie」及び「ANANT-GARDE EYES」で活動。
福岡県の大名・蒲池氏一族の子孫であるが、誰の子孫かについてははっきりと分かっていない。
2020年5月30日、死去。48歳没。

## 主な作品

### CM音楽
- アイフル「Home Again」
- 味の素 アジアめん「Amanjena～楽園～」
- エスビー食品 本生本わさび（2000年・2002年）
- カネボウ化粧品 SALA
- コーミ こいくちソース
- ロート製薬 セラシーン
- 日本リーバ ポンズダブルホワイト、ダヴモイスチャーフォーム

### 映画音楽
- こまねこ
- 春、一番最初に降る雨（英語版）（日本・カザフスタン合作 佐野伸寿・エルラン・ヌルムハンベトフ監督作品）第24回東京国際映画祭日本映画・ある視点部門で公式上映
- やさいのようせい N.Y.SALAD

### テレビ
- おはなしのくに
  - 「わすれられないおくりもの」「つりばしわたれ」「うらしまたろう」「きんたろう」
  - 「はだかの王さま」「はなさかじいさん」「ブレーメンのおんがくたい」
- てれび絵本
- 大科学実験
- プチプチアニメ「ハムスターサム」
- どーもくんシリーズ
- おかあさんといっしょ「め～しゃしんかん」
- CLANNAD~AFTER STORY~
- Angel Beats!
- Charlotte
- 神霊狩/GHOST HOUNDエンディングテーマ「Call My Name〜風鳴りの丘〜」
- ぐらんぶるBGM「10年ぶりの再会」「恋の予感」
- NHKワールドTV「Science View」2016年度テーマ曲
- ラストピリオド -終わりなき螺旋の物語-
- ダークシステム 恋の王座決定戦BGM「暗闇からの破壊旋律」

### ラジオ
- まいにちイタリア語 応用編 言えそうで言えないイタリア語

### その他
- 国立西洋美術館「OPEN museum」解説番組常設展
- 関西空港 Sky kids Boobt『がんばれ!空の子 ブービィ』
- 高精細全天周デジタルプラネタリウム「はるかなる木星へ～AROUND JUPITER～」※ガリレオ_(探査機)#プラネタリウム作品参照
- NHKクリエイティブライブラリー
- 国立西洋美術館公式アプリ「TOUCH THE MUSEUM」iPod touchによる作品解説
- au Smart Sport『Green Road Project』「キセキノキをつくろう」WEB
- カップヌードルミュージアム「百福シアター」